# Grace Hudson

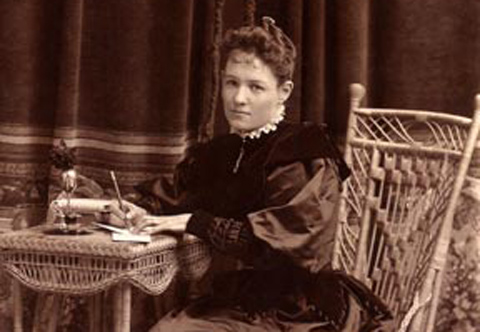
Grace Hudson, ca. 1885

Grace Carpenter Hudson (* 21. Februar 1865 in Potter Valley, Kalifornien; † 23. März 1937 in Ukiah, Kalifornien) war eine amerikanische Malerin aus Nordkalifornien. Sie war zu Lebzeiten landesweit bekannt für ihre nummerierte Serie von mehr als 684 Porträts der Pomo-Ureinwohner. Den ersten Eingeboren, National Thorn, porträtierte sie nach ihrer Heirat im Jahre 1891, ihre letzte Arbeit wurde 1935 abgeschlossen.

## Frühe Jahre

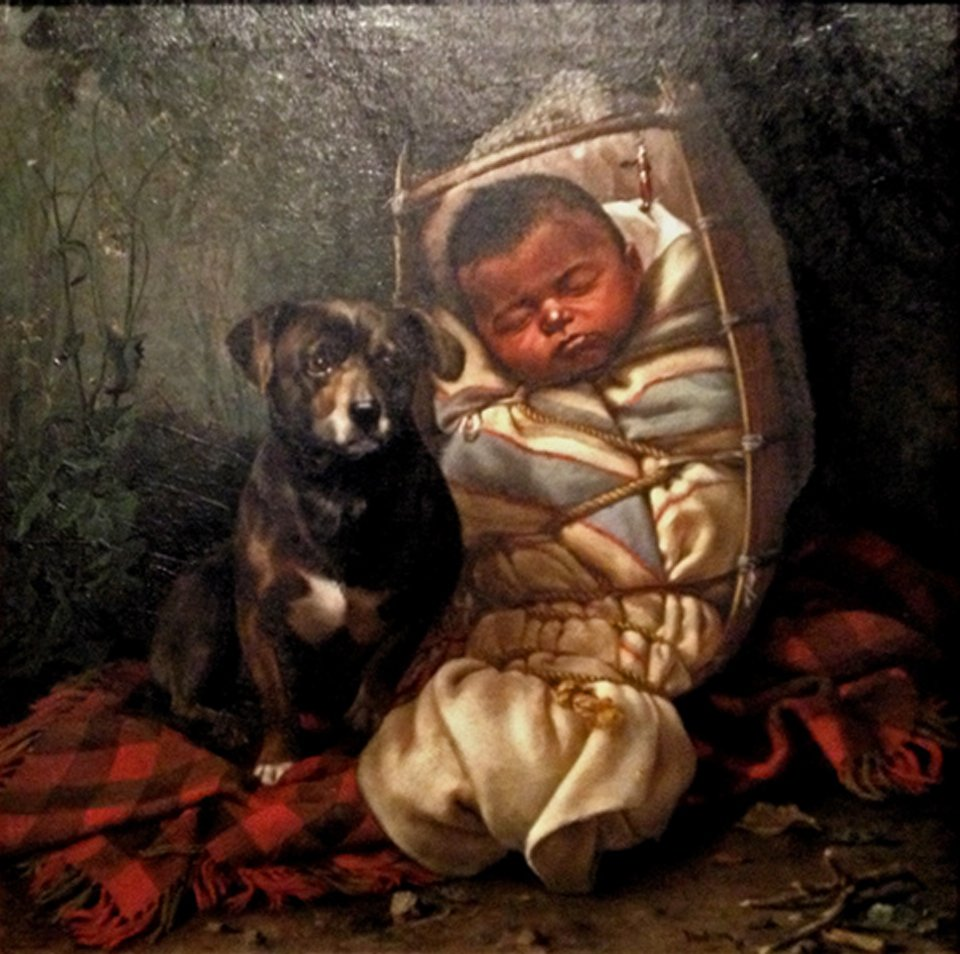
National Thorn, 1891

Grace Carpenter wurde am 21. Februar 1865 in Potter Valley, Kalifornien, geboren. Ihre Mutter Helen McCowen war eine der ersten weißen Schullehrerinnen, die Pomo-Kinder unterrichte und arbeitete als kommerzielle Porträtfotografin in Ukiah, Kalifornien; ihr Vater Aurelius Ormando Carpenter war Panorama- und Landschaftsfotograf, der frühe Alltäglichkeiten von Mendocino County wie Holzspaltung, Schifffahrt und Eisenbahnfahrten aufzeichnete. Ihre Großmutter väterlicherseits war Clarina I. H. Nichols.
Im Alter von vierzehn Jahren besuchte Grace das kurz zuvor gegründete San Francisco Art Institute, eine Kunstschule, die die Malerei nach der Natur und nicht aus dem Gedächtnis oder durch das Kopieren vorhandener Werke betonte. Mit sechzehn Jahren malte sie ein preisgekröntes, lebensgroßes Selbstporträt mit Buntstiften. Während ihrer Zeit in San Francisco führte sie ein romantisches Verhältnis zu William Davis, einem fünfzehn Jahre älteren Mann, welchen sie schließlich auch heiratete. Dies verärgerte jedoch ihre Eltern, woraufhin jene ihr Studium kündigten. Die Ehe hielt nur ein Jahr.
Von 1885 bis 1890 lebte Grace Carpenter Davis mit ihren Eltern in Ukiah, um Illustrationen für Zeitschriften wie Cosmopolitan und Overland Monthly zu malen. Ihre Arbeit hatte zu dieser Zeit keinen besonderen Schwerpunkt und umfasste Genrebilder, Landschaften, Porträts und Stillleben. Später in ihrer Karriere nahm sie weiterhin gelegentliche Zeitschriftenillustrationsaufträge an, darunter auch für Sunset.

## Ehe mit John Hudson
1890 heiratete Grace John Wilz Napier Hudson (1857–1936). Er war 1889 aus Nashville nach Kalifornien gezogen, um als Arzt bei der San Francisco and North Pacific Railroad zu arbeiten. Das Paar hatte ein großes Interesse an der Erhaltung und Aufzeichnung der Kultur der indigenen Völker Amerikas.

## Beruflicher Erfolg

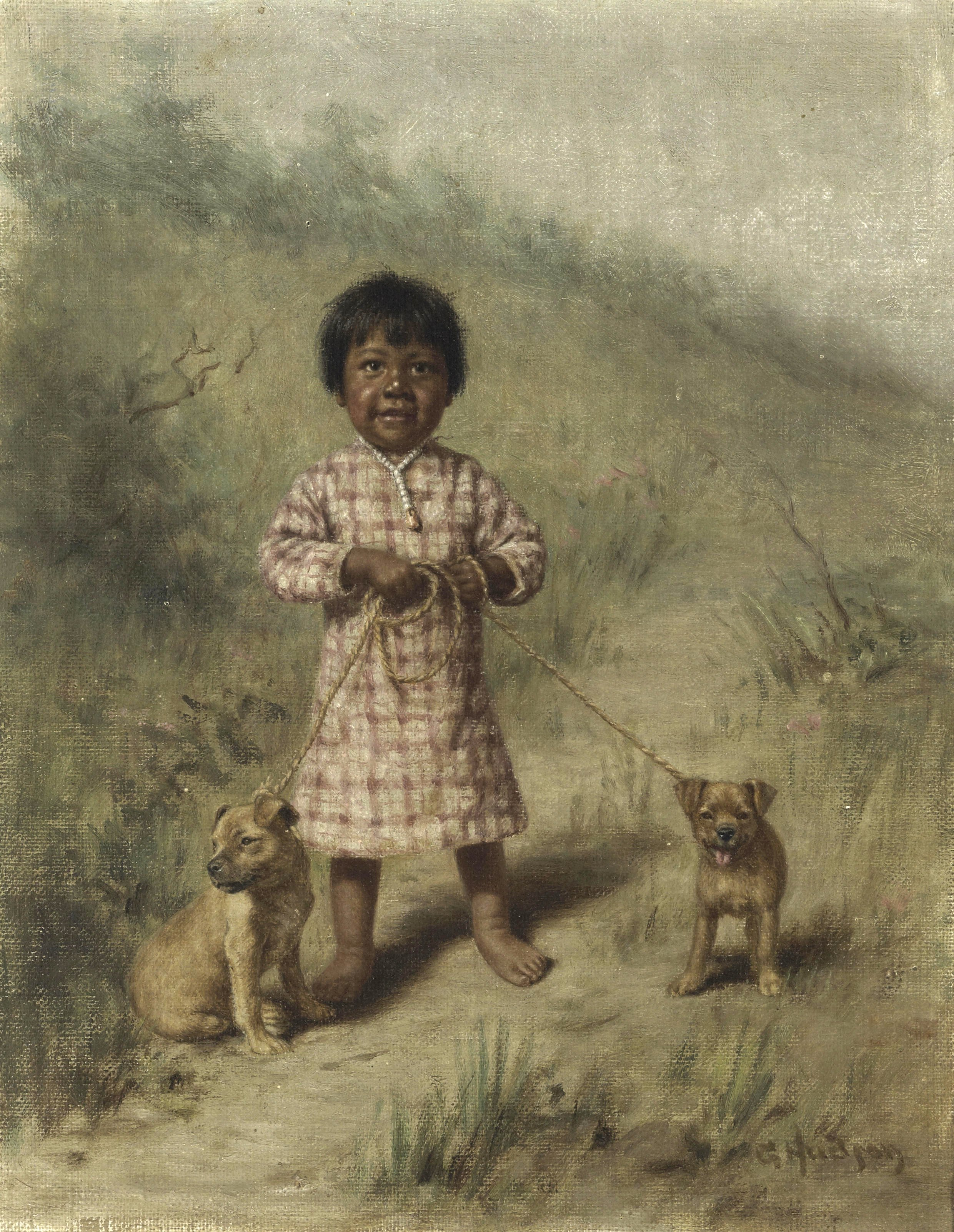
Greenie with two yellow puppies, 1896

Hudson malte 1891 das Gemälde National Thorn; es wurde ausgewählt, um auf der Ausstellung der Minneapolis Art Association gezeigt zu werden, wo es sich als sehr beliebt erwies. Ihr Gemälde Little Mendocino (ein weiteres Pomo-Kinderporträt) wurde 1893 auf der Chicagoer Weltausstellung im California State Building ausgestellt. Das Gemälde erhielt viel Aufmerksamkeit und lobende Erwähnungen. 1894 wurde Little Mendocino auf der Midwinter Fair (Weltausstellung in San Francisco) ausgestellt, was dazu führte, dass Hudson weitere Aufträge für ähnliche Arbeiten erhielt.
Bis 1895 brachte Grace Hudsons wachsender Erfolg als beliebte Künstlerin mehr als genug Geld ein, damit das Paar in bescheidenem Komfort leben konnte. Ihr Mann John gab seine medizinische Praxis auf, um das Pomo-Volk zu studieren und seinem begeisterte Interesse in Archäologie und Ethnographie zu folgen. Seine Sammlung von kalifornischen Indianerkörben und anderen Artefakten der amerikanischen Ureinwohner befindet sich in der Smithsonian Institution, dem Field Museum of Natural History in Chicago, dem Brooklyn Museum und dem Grace Hudson Museum in Ukiah. Die Forschungssammlung des letzteren basiert auf John Hudsons Manuskripten und Korrespondenz.
Eine San Francisco Call-Ausgabe von 1895 über Grace Hudson wurde in der Ausgabe der New York Times vom 5. November 1895 mit dem Titel „Very Hard to Get Papooses to Pose“ nachgedruckt. Darin beschreibt sie ihre Methode, Pomo-Kleinkinder ohne das Wissen ihrer Mutter durch Täuschung zu fotografieren oder zu malen. Hudson sagte, dass sie, aufgrund der indigenen Überzeugung, dass das Skizzieren oder Fotografieren zu einem negativen Ergebnis führen würde, aufwendige Tricks verwenden musste, um private Porträts der Säuglinge zu machen.
Von diesem Zeitpunkt an fotografierte und dokumentierte Hudson jedes ihrer Werke akribisch; sie war besorgt, dass zahlreiche gefälschte Kopien produziert werden würden. Ihre Notizen sollten ihr Urheberrecht begründen. Jedes ihrer Werke ist nacheinander nummeriert. Sie benutzte die Kamera oft als erste Grundlage für ihre Ölporträts, da sie es ermöglichte, das menschliche Motiv schnell einzufangen. Sie bemühte sich, diese praktische Bequemlichkeit vor der Kunstwelt zu verbergen, da sie damals als minderwertige Methode galt.
In den Jahren 1900–1901 war Grace Hudson erschöpft, die Nachfrage nach ihren beliebten Gemälden zu befriedigen; sie machte einen Solo-Urlaub in Hawaii, um sich zu entspannen und zu erholen. Dort vollendete sie 26 Gemälde von Inselszenen und ethnischen Japanern, Chinesen und Hawaiianern. Während ihrer Abwesenheit wurde John Hudson Ethnologe an der Pazifikküste für das Field Museum of Natural History. Er dokumentierte die Aktivitäten der Ureinwohner Nordkaliforniens und erstellte eine umfangreiche Studie über deren Fischfangmethoden.
Grace kehrte auf das Festland zurück und nahm die Arbeit wieder auf, um eifrige Käufer mit sentimentalen Pomo-Porträts zu versorgen. Sie begleitete John bei einem Großteil seiner Feldforschung. 1902 malte sie ein Porträt eines Pawnee-Jungen; ihr Mann hatte die Pawnee im Auftrag für das Field Museum of Natural History dokumentiert.
Im Jahr 1904 nahm Grace Hudson einen Auftrag des Museums an, für einen längeren Zeitraum nach Oklahoma zu gehen und zusätzliche Bilder der Pawnee zu malen. Diese Menschen hatten nach Epidemien europäischer Krankheiten und Störungen ihrer Gesellschaft viele Tode zu verzeichnen. Dort machte sie hauptsächlich Porträts von Häuptlingen und Ältesten, die in fotografischen Negativen und auf Leinwänden aufbewahrt wurden. Während die Hudsons noch in Oklahoma waren, wurden einige ihrer gesammelten Artefakte und Hudsons Gemälde in San Franciscos katastrophalem Feuer nach dem Erdbeben von 1906 zerstört.

## Grace Hudson Museum und Sun House

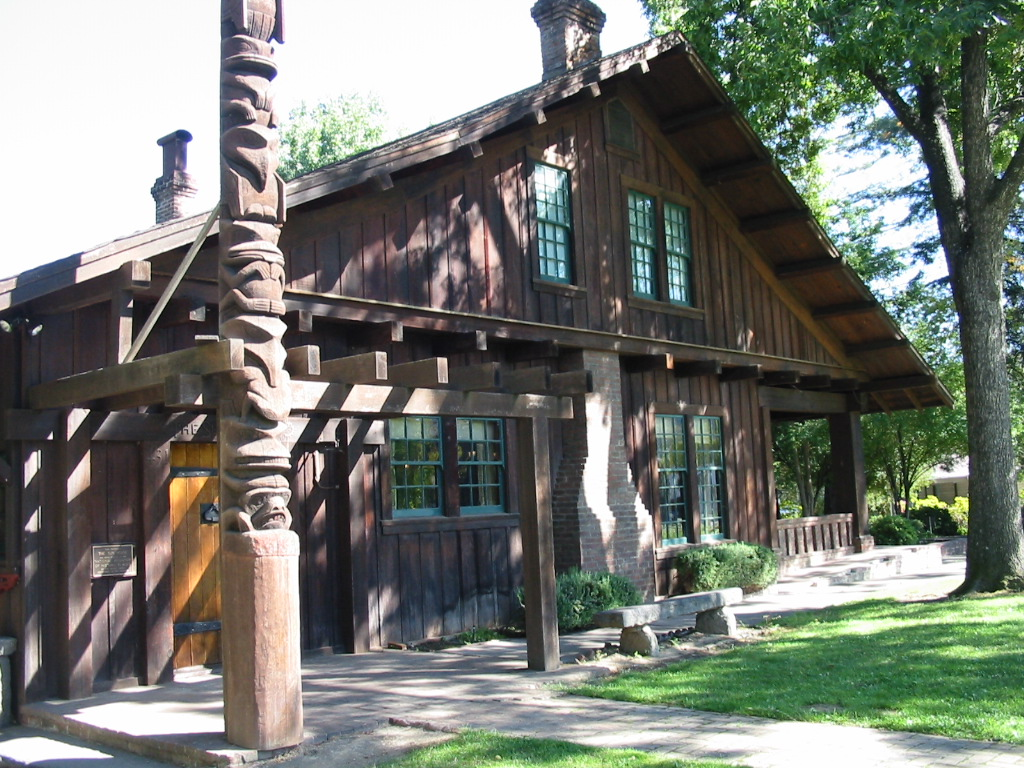
Das Sun House enthielt ein großes Malstudio für Grace, ein kleines Lesestudio für John und bescheidene Wohnräume für beide

Nach der Rückkehr nach Ukiah, Kalifornien, lebten Grace und John Hudson einen bescheidenen Bohème-Lebensstil des Sammelns, Reisens, der Feldarbeit, des Lesens, der Unterhaltung, der Fotografie und der Malerei. 1911 wurde The Sun House in Ukiah fertiggestellt. Sie hatten das Haus selber im Craftsman-Stil entworfen. Die Hudsons nahmen das Hopi-Sonnensymbol als ihr Familiensymbol an; das Emblem ist noch heute über der Haustür des Hauses zu sehen. John Hudson starb dort 1936, Grace Hudson am 24. März 1937.
Grace Hudson hinterließ das Sun House und das Grundstück ihrem Neffen Mark Carpenter. Carpenter bewahrte das Haus und seine 30.000 gesammelten Gegenstände für die Nachwelt und schenkte es der Stadt Ukiah. Diese betreibt das Haus und das angrenzende Grace Hudson Museum im 0,8 Hektar großen Hudson-Carpenter City Park. Heute ist das Sun House California Historical Landmark #926 und ist im National Register of Historic Places aufgeführt.